# Rass Oumlil
Rass Oumlil (franska: Rass Oumlil (CR), Rass Oumlil (Commune Rurale), arabiska: لقصابي تاكوست) är en kommun i Marocko.   Den ligger i provinsen Guelmim och regionen Guelmim-Oued Noun, i den sydvästra delen av landet, 700 km sydväst om huvudstaden Rabat. Antalet invånare är 1 356.